# Pozytonium

Elektron i pozyton krążące wokół wspólnego środka masy tworzą pozytonium

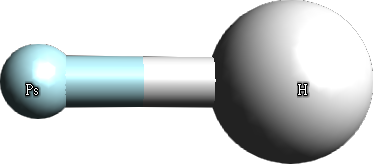
Model cząsteczki wodorku pozytonium

Pozytonium (pozyt, pozytronium, symbol Ps) – quasi-stabilny atom egzotyczny złożony z elektronu e⁻ i jego antycząstki – pozytonu e+. Orbity obu cząstek i dostępne poziomy energetyczne są podobne jak dla atomu wodoru (czyli elektronu i protonu).
Ze względu na mniejszą masę zredukowaną, poziomy energii mają mniejszą wartość, co za tym idzie częstotliwości emitowanego światła odpowiadające liniom widmowym jest około dwa razy mniejsza niż w odpowiednie w atomie wodoru.
Pozytonium jest niestabilne ze średnim czasem życia wynoszącym około 142 ns. Elektron i pozyton ulegają anihilacji, podczas której emitowane są dwa lub trzy kwanty gamma.
Ze względu na wzajemne ustawienie spinów rozróżnia się dwa stany pozytonium: gdy spiny elektronu i pozytonu są równoległe (stan trypletowy ↑↑), mówi się o ortopozytonium, rozpada się ono ze średnim czasem życia 142 ns na trzy fotony, zaś gdy są antyrównoległe (stan singletowy ↑↓) – o parapozytonium, rozpadającym się na dwa fotony ze średnim czasem życia 125 ps, czyli 1136 razy krótszym.

## Chemia pozytonium
Czas życia pozytonium jest dłuższy od czasu zachodzenia wielu reakcji chemicznych. W 1992 roku po raz pierwszy zaobserwowano reakcję pozytonium z wodorem, w wyniku czego powstała cząsteczka wodorku pozytonium (PsH), która istniała przez 0,5 ns. Związek ten uzyskano w wyniku naświetlania metanu pozytonami. Jej istnienie było przewidywane teoretycznie od lat 50.
W 2007 zaobserwowano w laboratorium pierwszą cząsteczkę Ps2 (dipozytonium), składającą się z dwóch atomów pozytonium. Obserwacji dokonali 12 września 2007 David Cassidy i Allen Mills z Uniwersytetu Kalifornijskiego w Riverside.